# Wohlriechende Mango
Die Wohlriechende Mango oder Kwini (Mangifera odorata) ist eine in Ost- und Südostasien häufig kultivierte Pflanze aus der Gattung der Mangos (Mangifera) innerhalb der Sumachgewächse (Anacardiaceae).

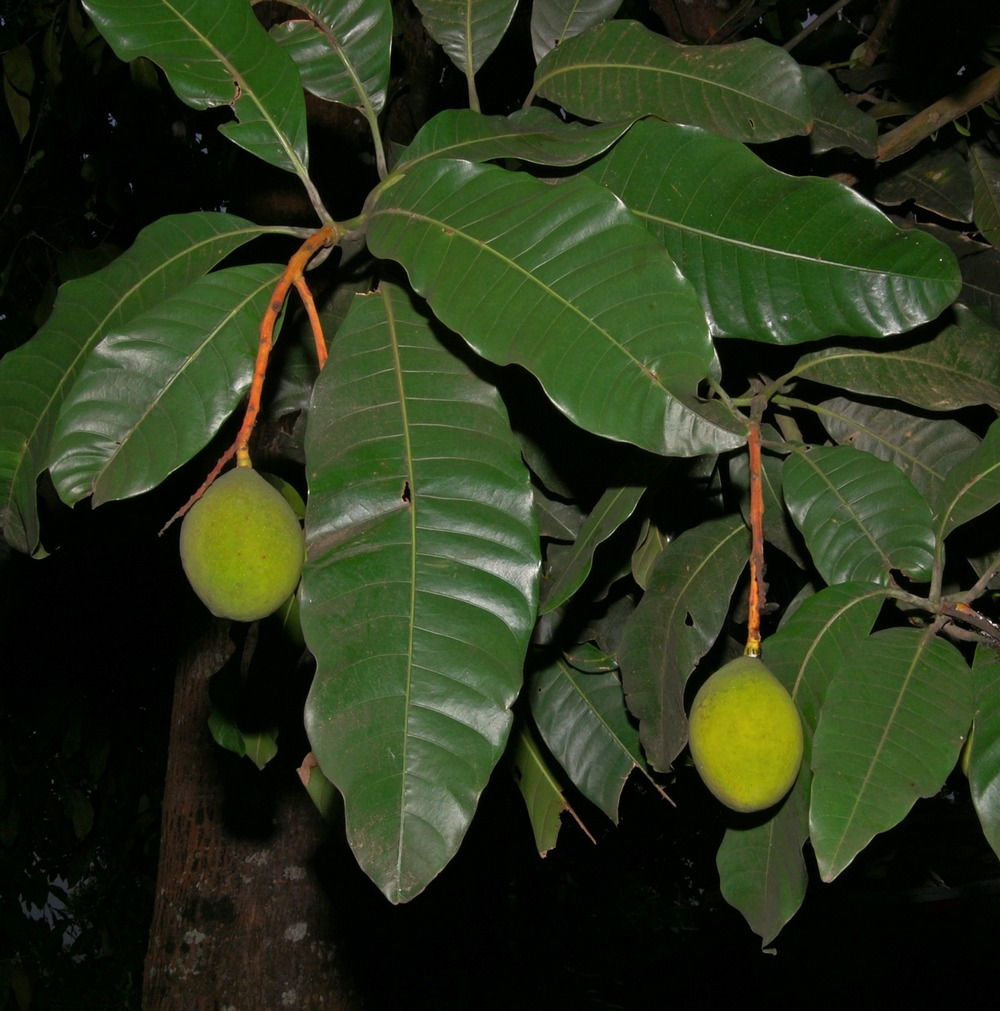
Blätter und Früchte

Sie ist eine fruchtbare Hybridart aus der gewöhnlichen Mango (Mangifera indica) und der Stinkenden Mango (Mangifera foetida). Sie wird häufig auf Borneo, Sumatra und Java, seltener auch im Süden Vietnams, in Thailand sowie auf den Philippinen, der Weihnachtsinseln und Guam angebaut. Sie gedeiht in Höhen bis zu 1000 Metern  und verträgt auch feuchtere Standorte als die Mangifera indica. Ihr genauer Ursprung ist unbekannt, Wildbestände kommen nicht vor.

## Merkmale
Das Erscheinungsbild der Wohlriechenden Mango liegt zwischen denen der beiden Elternarten. Sie wächst als mittelgroßer Baum mit einer Höhe von 10 bis 15, nur selten über 20 Meter. Der Stammdurchmesser erreicht über 70 Zentimeter. Der Stamm ist gerade mit grauer Rinde, die Baumkrone kugelförmig bis breit-elliptisch.
Die wechselständigen und gestielten Laubblätter sind ganzrandig, ledrig bis pergamentartig und eiförmig, -lanzettlich bis verkehrt-eiförmig, -eilanzettlich oder elliptisch, lanzettlich, 12 bis 35 mal 4 bis 10 cm groß und 3 bis 7 cm lang gestielt. Der Blattrand ist ganz, die Spitze ist spitz bis zugespitzt. Die Blattadern treten besonders auf der Unterseite klar hervor. Die Nebenblätter fehlen.
Die Blüten stehen in endständigen, 15 bis 50 cm langen, rötlichen und vielblütigen Rispen. Die kleinen, fünf-, selten sechszähligen, kurz gestielten und zwittrigen Blüten mit doppelter Blütenhülle sind stark duftend. Die Kelchblätter sind eiförmig, 3 bis 4 mm lang und rötlichbraun bis grünlich. Die Kronblätter sind schmal-eiförmig, zurückgebogen, 5 bis 6 mm lang und weißlich bis gelblich und blassrosa überlaufen bis innen gelb bis rötlich gefleckt (Drüsen, Saftmale). Von den Staubgefäßen ist das einzig fertile etwa 5 mm lang, die drei oder vier, bis selten fünf, Staminodien messen nur 1,5 bis 2 mm. Der annähernd kugelige und oberständige Fruchtknoten ist gelblich mit einem 3 bis 5 mm langen, exzentrischen, dunkelroten Griffel.
Die Frucht ist eine schief länglich-elliptische Steinfrucht von 10 bis 13 cm Länge und 6 bis 9 cm Breite. Sie ist grün bis gelblichgrün mit wenigen dunkelbraunen Lenticellen. Die Schale ist 3 bis 4 mm dick, das Fruchtfleisch orangegelb, fest, faserig, saftig und süßlich-sauer mit einem beißenden Geruch und Geschmack nach Terpentin. Der Stein ist mit Abmessungen von 8 bis 10 cm mal 4,5 bis 5 cm mal 2,5 bis 3 cm relativ groß.
Während das Exsudat der Rinde relativ mild ist, ist der milchige Saft der unreifen Frucht und der Fruchtschale stark ätzend.

## Taxonomie
Die Wohlriechende Mango wurde 1854 von William Griffith in Posthumous papers […] Notulae ad Plantas Asiaticas Band 4, Seite 417–418 als Mangifera odorata erstbeschrieben.

## Verwendung in der Küche
Die Früchte werden in Currys und Pickles verwendet, Sorten mit weniger ausgeprägtem Terpentinaroma auch als Obst. Die gemahlenen Kerne werden auf Java als Gewürz verwendet.